# Cruz de Taborno
La Cruz de Taborno es, con sus 1020 m s. n. m., la elevación más alta del Macizo de Anaga y de los municipios de Santa Cruz de Tenerife y San Cristóbal de La Laguna, en la isla de Tenerife (Canarias, España).

## Descripción
Su nombre se debe a que en sus alrededores se encuentra un cruce de caminos que conduce, entre otros lugares, al caserío de Taborno.
En su cima, relativamente llana, se localiza una estación de radar secundario monopulso construida a principios de los años 2000 con el objeto de aumentar la capacidad y seguridad del tráfico aéreo en el aeropuerto de Tenerife Norte.

## Caminos
La Cruz de Taborno fue un cruce importante de la red de caminos de Anaga, aunque en la actualidad estén algo desplazados o desfigurados por las urbanizaciones cercanas, como la estación de radar o las carreteras TF-114 y TF-12.
- Sendero PR-TF 2 de la red de senderos homologados. Empieza en Taborno y termina en el barrio de Valleseco, pasando por la Cruz de Taborno.
- Camino Viejo de Anaga, desde La Laguna a Chamorga. Quedan muchos tramos transitables, aunque gran parte está bajo la carretera TF-12 y TF-123.
- Camino de La Asomada, que baja a Jardina por el Monte Aguirre.